# Epidendrum amplum
Epidendrum amplum är en orkidéart som beskrevs av David Edward Bennett och Eric Alston Christenson. Epidendrum amplum ingår i släktet Epidendrum och familjen orkidéer. Inga underarter finns listade i Catalogue of Life.